# L'Apocalypse de Namur
L'Apocalypse de Namur est un manuscrit enluminé du XIVe siècle (vers 1320-1330) conservé au Grand Séminaire de Namur, en Belgique. Le manuscrit est classé comme trésor de la Communauté française depuis le 1er mars 2013. Le classement est paru au Moniteur belge le 18 avril 2013.

## Historique
Diverses inscriptions postérieures à la création de l’œuvre sont situées à divers endroits et permettent de faire des hypothèses sur l'histoire de ce manuscrit. La page de garde et la contre-garde contiennent la date 1360. Diverses armoiries sont situées sur la contre-garde, dont celles de Godefroid de Maillen, qui a probablement fait faire la reliure en 1570, date indiquée sur un plat de la reliure. Il est possible que le livre ait été offert par Godefroid de Maillen à un avocat de Malines en 1572, la date et le nom de l'avocat, Antonius Heems surnommé le Pipre, étant inscrits sur la page de garde. Sur le verso du feuillet de garde est apposé l'ex-libris du Grand Séminaire de Namur, qui le conserve depuis au moins le 19e siècle, sans que l'on sache depuis quand exactement. Aucune trace de l’œuvre n'est trouvable dans les archives de l’Évêché de Namur.

## Description
Le manuscrit est composé de 52 feuillets comportant 85 miniatures toujours situées dans la moitié supérieure du folio. Elles sont généralement suivies d'une lettrine ornée en début de colonne.  

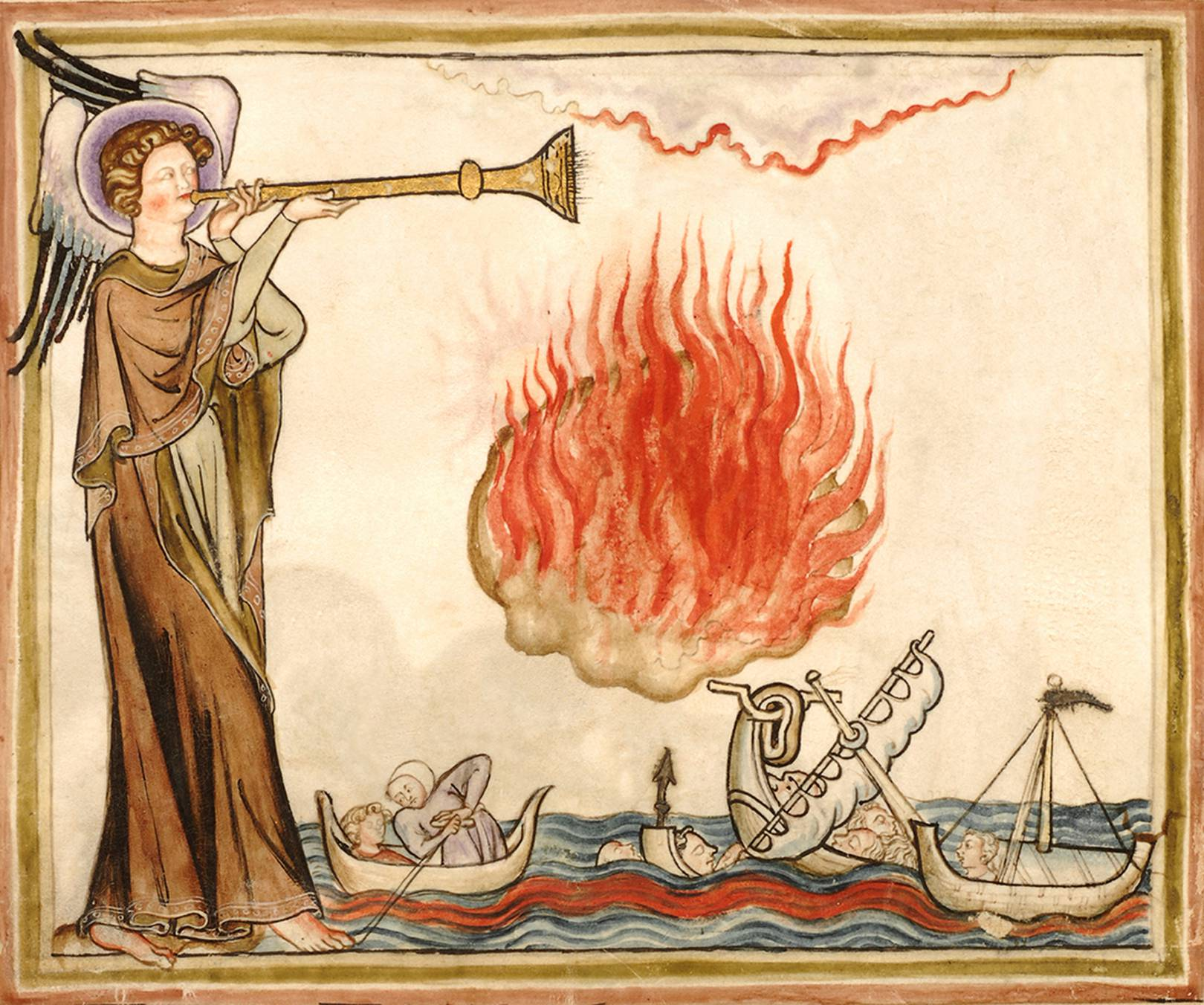
La seconde trompette, chapitre 8.
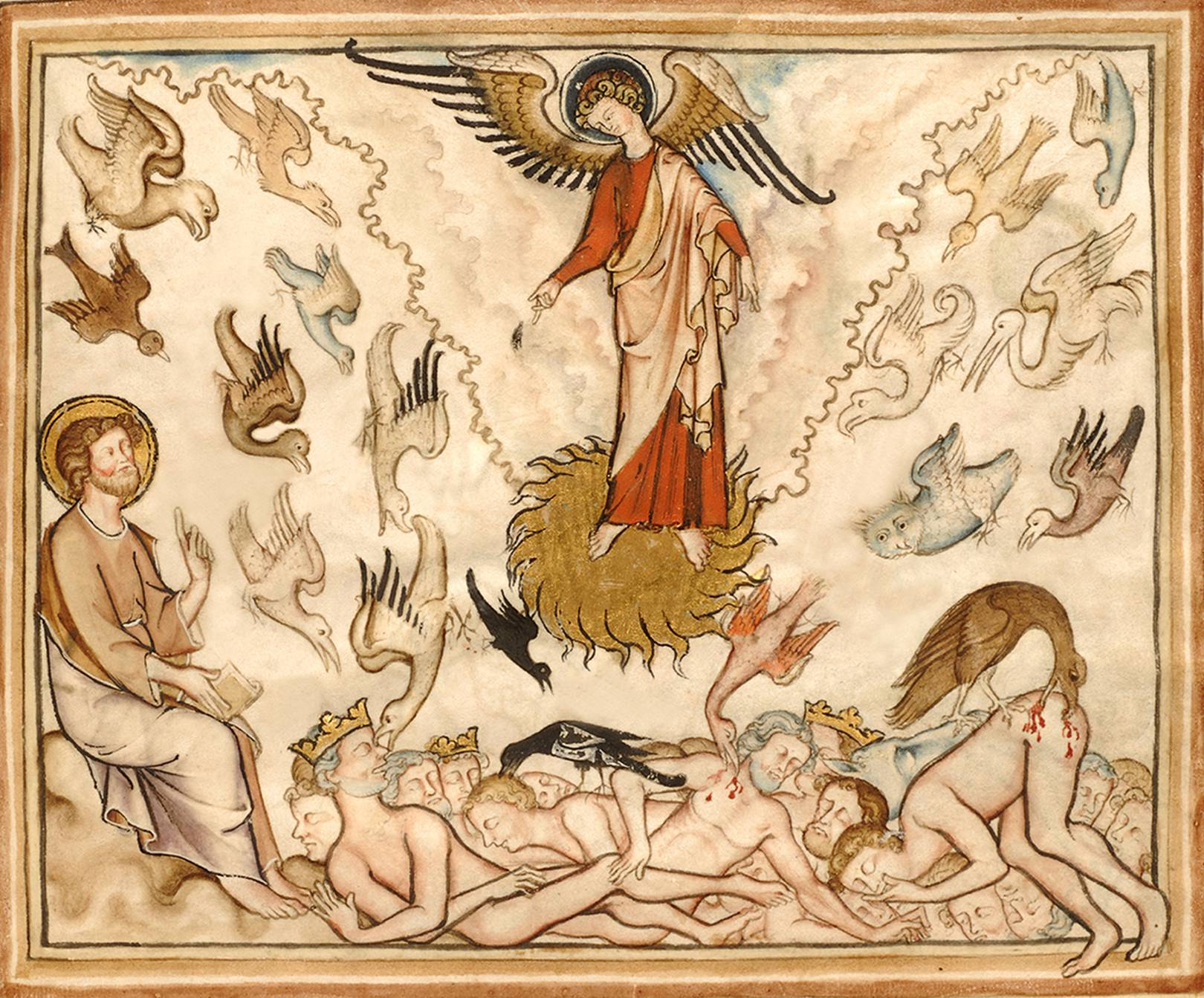
Un ange dans le soleil appelle les oiseaux, chapitre 19.

Le manuscrit de Namur est rapproché de trois autres manuscrits de l'Apocalypse, appelés groupe des apocalypses normandes : un à la Bibliothèque nationale de France (Lat.14410), un autre à la British Library (Add.17333) et un autre au musée des Cloîtres de New York. C'est surtout du premier que le manuscrit de Namur est le plus proche, probablement réalisé par le même artiste. La disposition des miniatures par rapport au texte et la composition des images est identique entre les deux ouvrages. Ces apocalypses normandes dérivent de modèles anglais de la fin du XIIIe siècle, comme l'Apocalypse de Douce et l'Apocalypse de Lambeth.